# Hisa-ye Awal-e Kohistan
Hisa-ye Awal-e Kohistan är ett distrikt i Afghanistan. Det ligger i provinsen Kapisa, i den nordöstra delen av landet, 70 kilometer norr om huvudstaden Kabul.
Distriktet beräknades år 2022 ha cirka 80 000 invånare.